# 日本全薬工業
日本全薬工業株式会社（にっぽんぜんやくこうぎょう）は、動物用医薬品等の製造、開発、輸入、販売をしている会社である。動物用医薬品の分野におけるリーディングカンパニーとして全国展開しており、中国にも関連工場を有する。ZENOAQ（ゼノアック）の愛称で親しまれている。
2021年4月にゼノアックホールディングス株式会社を設立して持株会社制へ移行され、当社は同社の完全子会社となった。
2024年3月には新規事業として「チクタグ」の名称で畜産専門の産直オンラインストアを立ち上げ、消費者向けの畜産物の販売が開始された。

## 沿革
- 1946年5月 - 福島県郡山市に、資本金18万円をもって、旭日薬品工業株式会社として設立。
- 1949年5月 - 商号を日本全薬工業株式会社に変更。
- 1958年1月 - 釧路に鉱塩工場を建設、鉱塩の製造開始。
- 1975年3月 - 現所在地（福島県郡山市安積町笹川字平ノ上1-1）に新本社工場完成、移転製造開始。東京本社新設。
- 1996年4月 - ローヌ・メリューと合弁新会社設立［ローヌ・メリュー日本全薬株式会社(後のメリアル日本全薬株式会社)］
- 1996年5月 - 創立50周年。
- 2001年1月 - メリアル日本全薬株式会社がメリアルジャパン株式会社に吸収合併。新会社へ資本参加。
- 2001年2月 - 中国での生産拠点、天津全薬動物保健品有限公司を設立。
- 2001年8月 - 企業ブランド「ZENOAQ(ゼノアック)」を発表。
- 2005年1月 - 中国に北京代表処を設立。
- 2009年4月 - 鶏用ワクチンの開発・輸入を行う日本バイオロジカルズ株式会社(NBI)を系列会社化。
- 2011年3月 - 東日本大震災により本社社屋が被災。
- 2011年7月 - 東京支社を開設。
- 2016年1月 - フランスのベトキノールとの合弁会社、ベトキノール・ゼノアック株式会社を設立。
- 2021年4月 - ゼノアックホールディングス株式会社を設立し、同社の完全子会社となる[1]。
- 2022年1月 - 合弁会社のベトキノール・ゼノアック株式会社の当社保有分をベトキノールが買い取る形で子会社化し、発展的に合弁を解消（ベトキノール・ゼノアックはベトキノールジャパン株式会社に社名変更）。ベトキノールとのビジネスパートナーの関係は継続され、ベトキノール・ゼノアックが開発・製造した製品の販売も継続される[2]。
- 2022年4月 - 提携先の一つであるベーリンガーインゲルハイム アニマルヘルス ジャパン株式会社から非ステロイド系鎮痛消炎剤「メタカム」、犬用慢性心不全用ピモベンダン製剤「ベドメディン」、猫用糖尿病治療薬「プロジンク」、猫用慢性腎臓病（慢性腎不全）用AT1受容体拮抗薬「セミントラ」の販売移管を受ける[3]。
- 2024年3月 - オンラインストア「チクタグ」を開設。